# Данъчният дълг
„Данъчният дълг“ (на италиански: I Tartassati, (на френски: Fripouillard et Cie) е комедия от 1959 г. на режисьора Стено с участието на актьори Тото и Луи дьо Фюнес. Филмът е копродукция на Италия и Франция.

## Сюжет
Собственикът на елитен бутик за маркови дрехи Торкато Пецела (Тото) иска да скрие високите си доходи от данъчната служба и се обръща за помощ към данъчния консултант – господин Еторе (Луи дьо Фюнес). Той му помага да състави така данъчната си декларация, че да избегне плащането на налози. Декларацията обаче поражда недоверие у чиновниците и службата изпраща на проверка в магазина най-строгия финансов инспектор Фабио Топони (Алдо Фабрици), който при самото си влизане в престижния магазин разбира, че доходите посочени в декларацията, са силно занижени. Точно когато започва да разглежда приходните книги, Пецела и Еторе в пристъп на паника измислят спасителен план. Отначало те решават да подкупят инспектора, но по погрешка изпращат скъпите подаръци на неговия брат. Приемайки съпругата на брата на Топони за негова, те ѝ предлагат голяма отстъпка при пазаруване в бутика. Разбирайки за това, Топони ги обвинява в подкуп и за двамата комбинатори не остава друг изход, освен да го убедят, че тази отстъпка се предлага на всеки клиент. В резултат на това клиентите разграбват стоките в магазина, а Пецела започва да търпи загуби. Тогава Еторе предлага друг план. Пецела трябва да се сприятели с Топони и да спечели неговото доверие. Разбирайки, че Топони е запален ловец и всеки уикенд ходи на лов, те си закупуват ловджийски принадлежности и се отправят след инспектора. В гората Еторе е задържан от властите за бракониерство и тикнат в затвора, а Пецела проваля лова на Топони със своето невежество в тази област. Разяреният Топони, останал без ловен трофей, е принуден да закара Пецела в къщи. По пътя те се скарват жестоко и катастрофират, озовавайки се на болнични легла. В действителност напускат болницата като добри приятели и Пецела е убеден, че повече няма да има проблеми с данъците. Но тези му сметки се оказват грешни, защото дори приятелството не може да застави Топони да наруши закона. След извършената проверка той предписва Пецела да плати 15 милиона лирети данък. Това принуждава Пецела и пуснатия от затвора Еторе да извършат престъпление. Те открадват книжата на Топони, но след разговор със свещеник Пецела решава да върне откраднатото...

## В ролите
| Изпълнител        | Роля                                         |
| ----------------- | -------------------------------------------- |
| Тото              | Торкато Пецела, собственик на бутик „Тесути“ |
| Алдо Фабрици      | Фабио Топони, финансовия инспектор           |
| Луи дьо Фюнес     | Еторе Курто, данъчния консултант             |
| Анна Кампори      | Дора Пецела                                  |
| Миранда Кампа     | съпругата на Топони                          |
| Лучано Марин      | Тино Пецела                                  |
| Чичо Барби        | полицаят                                     |
| Анна-Мария Ботини | Мара                                         |
| Катя Каро         | Лаура, дъщерята на Топони                    |
| Жак Дюфильо       | директора на затвора                         |
| Иняцио Леоне      | охранителя в селото                          |
| Фернан Сарду      | Ернесто Топони                               |
| Жан Беланже       | охранителя в затвора                         |